# Freiherr-von-Schütz-Schule

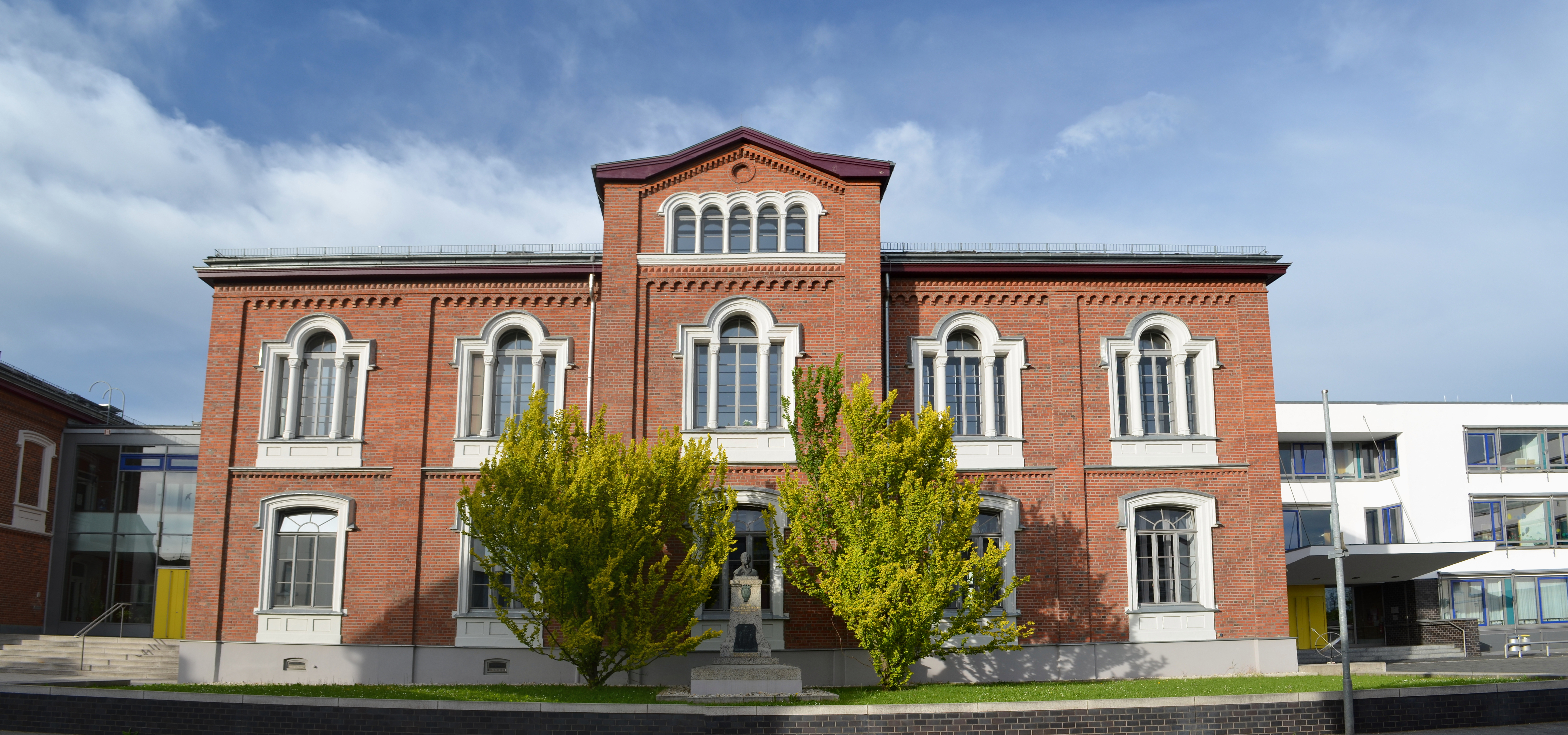
Freiherr von Schütz-Schule

Die Freiherr-von-Schütz-Schule ist eine Schule für Hörgeschädigte in Bad Camberg.

## Geschichte

### Gründung des Privat-Instituts des Freiherren Schütz von Holzhausens

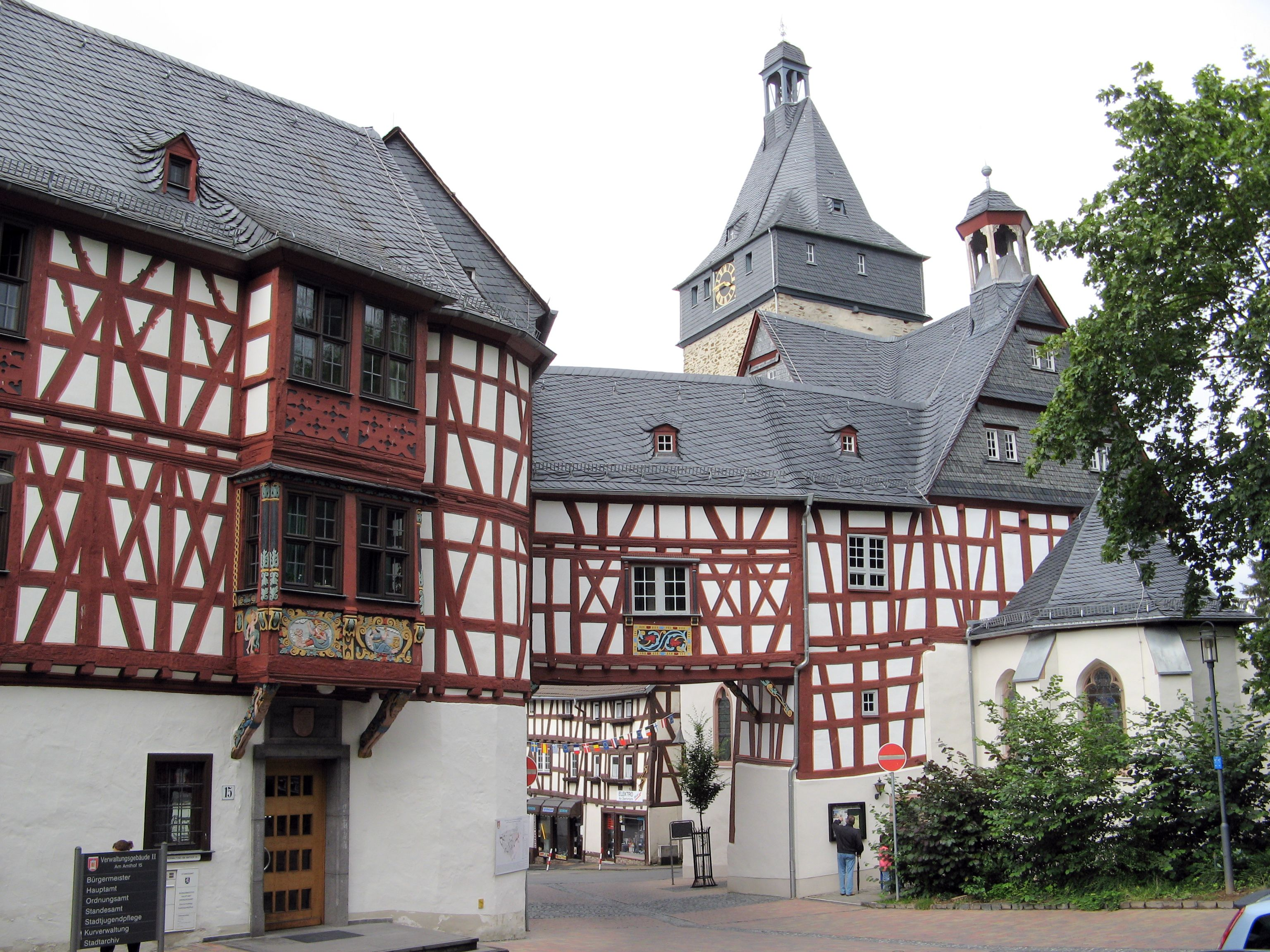
Der Amthof, der erste Unterrichtsort

Hugo Freiherr Schütz von Holzhausen (1780–1847) wurde im Alter von 6 Monaten nach einer Erkrankung gehörlos. Das gleiche Schicksal teilten drei seiner 21 Geschwister. Da sein Vater, der Oberamtmann des Amtes Camberg Benedikt Freiherr Schütz von Holzhausen ein wohlhabender Mann war, hatte Hugo das Glück, 1788 bis 1797 das 1779 gegründete Wiener Institut für Taubstumme besuchen zu können. Er eignete sich dort im Unterricht von Johann Friedrich Stork und Joseph May neben der Gebärdensprache die Schriftsprache und eine allgemeine Bildung an.
Zurückgekehrt nach Camberg unterrichtete er seine drei gehörlosen Brüder. Seine Fähigkeit sprach sich herum und so erreichten ihn bald Anfragen, ob er nicht weitere Schüler unterrichten könnte. 1810 nahm er mit Philipp Schickel aus Würges den ersten Schüler auf. 1818 besuchten bereits 18 Kinder sein Privat-Institut. Die Unterrichtsräume waren im Amthof⊙.

### Herzoglich-Nassauisches Institut für Taubstumme

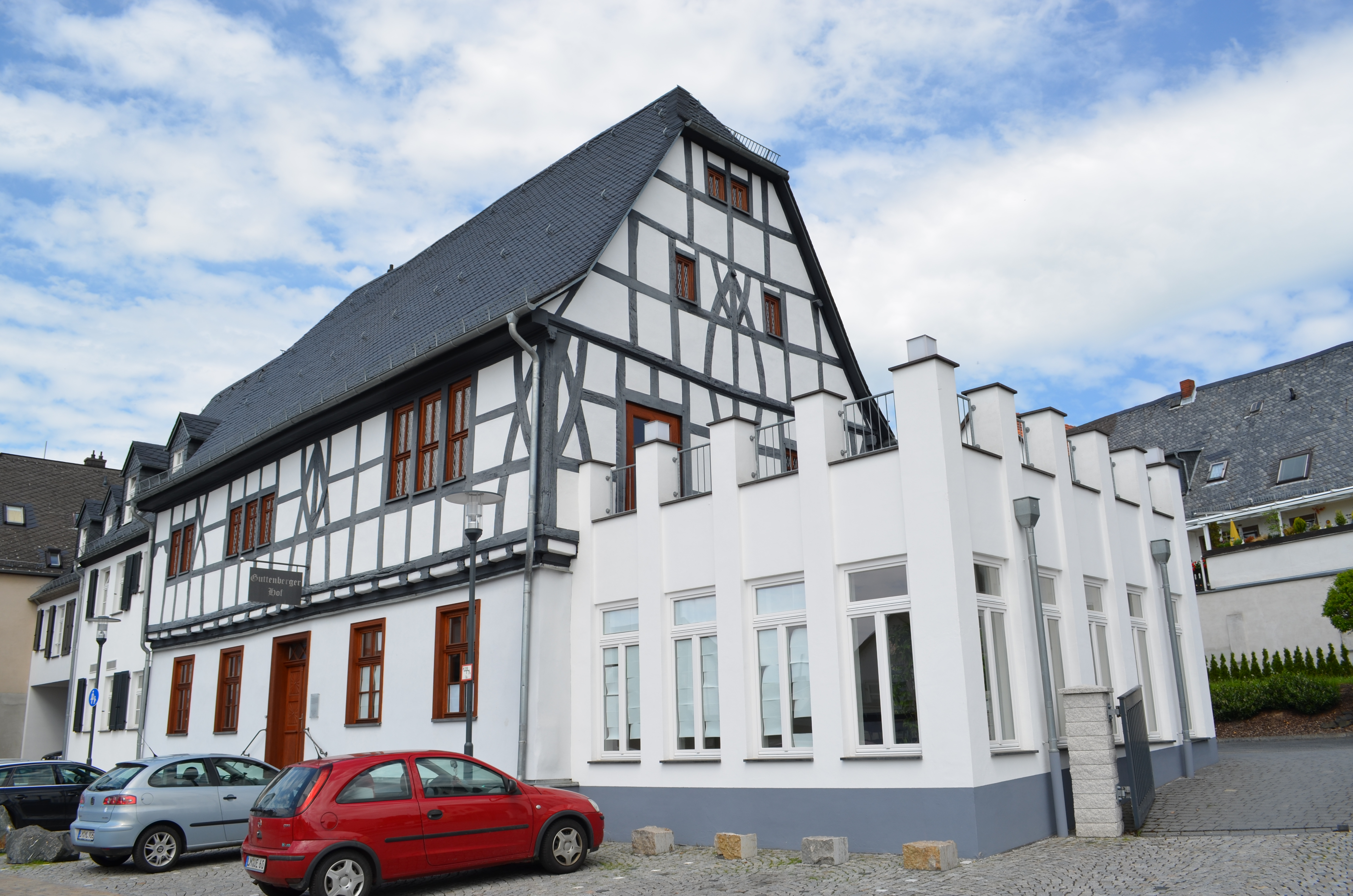
Guttenberger Hof, erster Unterrichtsort des Herzoglich-Nassauischen Instituts für Taubstumme

Im Herzogtum Nassau bestand zum Zeitpunkt der Gründung des Privat-Instituts des Freiherren Schütz von Holzhausens keine weitere Schule für Gehörlose. Eine Erhebung ergab, dass im Herzogtum 209 gehörlose Menschen lebten, von denen 23 im Alter von 1 bis 6 und 64 im Alter 7 bis 15 Jahren waren. Am 13. August 1819 wurde daher von der Herzoglichen Landesregierung dem Staatsministerium empfohlen, das Institut in ein Herzoglich-Nassauisches Institut für Taubstumme umzuwandeln. Diesem Vorschlag wurde gefolgt und mit Rescript vom 9. November 1819 wurde das Herzoglich-Nassauisches Institut für Taubstumme eingerichtet und die Finanzierung aus Landesmitteln zugesagt.
Als Unterrichtsräume wurden von der Regierung Nebengebäude des Guttenberger Hofes⊙ von Peter Cathrein gemietet und die Schuleinrichtung erworben. Freiherr Schütz von Holzhausen erhielt den Auftrag, zwei Kandidaten als Taubstummenlehrer auszubilden. Ausgewählt wurden der katholische Lehrer Lorenz Hisgen, der seine Lehrerausbildung am Gymnasium Montabaur erhalten hatte und der evangelische Lehrer Christian Deuser vom Lehrerseminar Idstein. Hugo Schütz von Holzhausen wurde (unbesoldeter) Direktor der Schule und zum Hofrat ernannt.
Die Eröffnung fand am 15. Juni 1820 statt. Bereits im ersten Jahr stieg die Zahl der Schüler von 12 auf 25.
Während die Schule wuchs, änderte sich die pädagogische Lehre. Während es Ende des 18. Jahrhunderts üblich war, dass Gehörlose Gehörlose in Gebärdensprache unterrichteten, wurde nun in den Mittelpunkt des pädagogischen Konzeptes gestellt, die Schüler trotz ihrer Behinderung in der Lautsprache zu unterrichten. Naturgemäß konnte Hugo Freiherr Schütz von Holzhausen mangels eigener Sprachfähigkeit dieses nicht leisten. 1828 bat er um Entlassung aus dem Amt aufgrund „geschwächter Gesundheit“. Die herzogliche Regierung entsprach diesem Wunsch am 22. März 1828.
Die Pläne der nassauischen Landesregierung, die Schule nach Idstein (1821) oder Usingen (1823) zu verlegen, wurden nicht umgesetzt. Stattdessen wuchs die Schule am Standort Camberg. Hierzu trug bei, dass ab 1844 auch Schüler aus Luxemburg (auch Luxemburg wurde vom Haus Nassau regiert), die Camberger Schule besuchten. Die Schule war als Externat ausgelegt; die Schüler lebten bei Gastfamilien. Insgesamt besuchten in der Zeit des Herzogtums 462 Schüler die Schule.

### Königlich-preußische Taubstummen-Anstalt

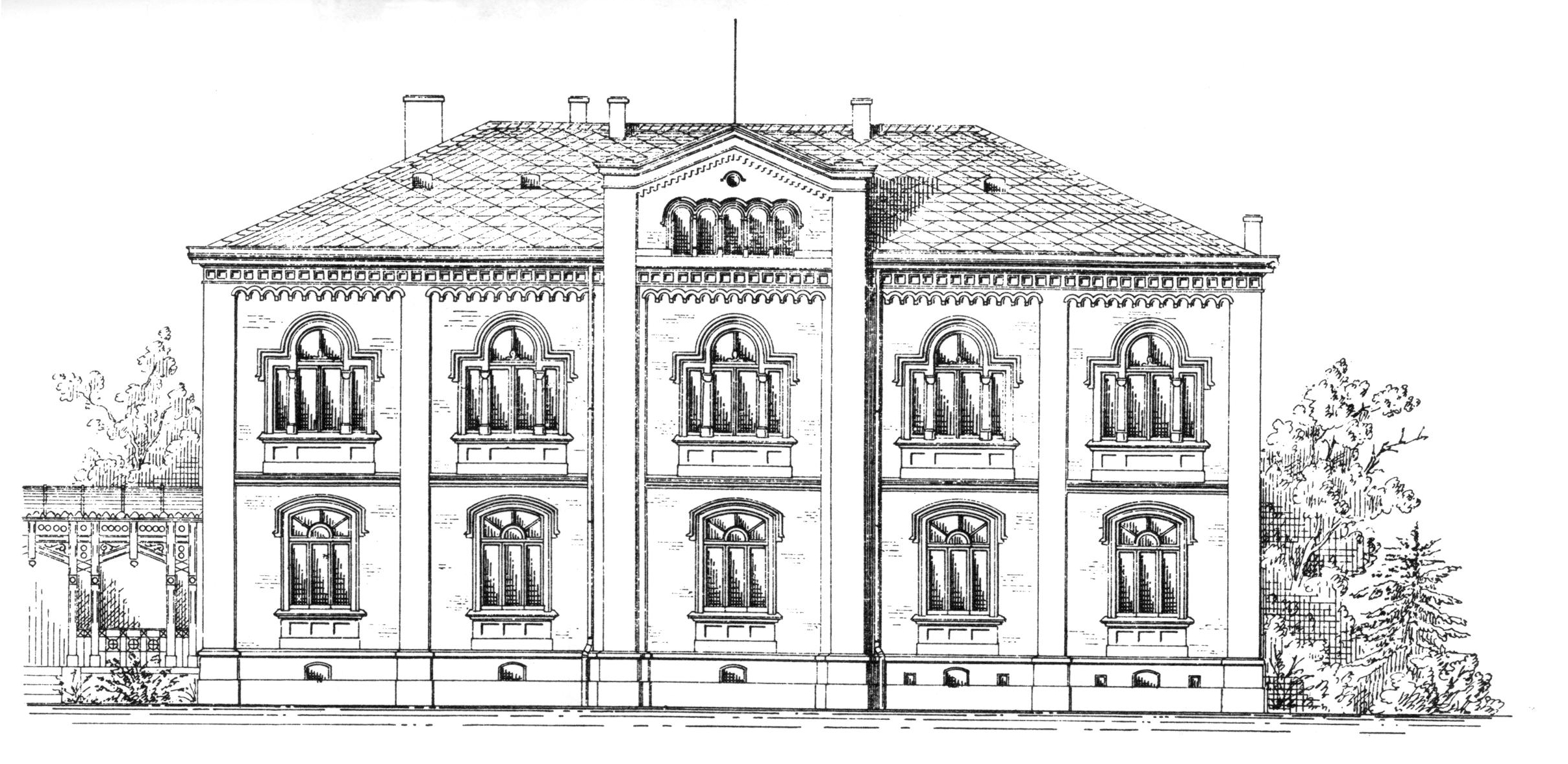
Auszug aus der Bauzeichnung: Frontansicht

Mit der Annexion Nassaus durch Preußen 1866 wurde die Schule als Provinzial-Taubstummen-Anstalt für die Provinz Hessen-Nassau fortgeführt. Die Schulaufsicht wurde mit dem Dotationsgesetz vom 11. März 1872 dem Kommunalverband des Regierungsbezirks Wiesbaden übertragen. Dieser beschloss den Neubau eines Schulgebäudes auf einem Grundstück an der Frankfurter Straße, dass die Stadt Camberg kostenfrei zur Verfügung gestellt hatte. Die Schule hatte zu dieser Zeit 75 Schüler. Der Name war ab 1872 Taubstummen-Anstalt des Kommunalverbandes des Regierungsbezirks Wiesbaden.

### Die Camberger „Taubstummenanstalt“ in der Zeit des Nationalsozialismus

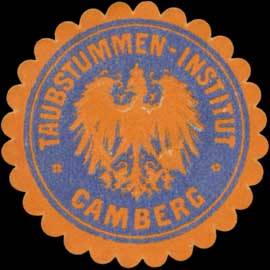
Siegelmarke Taubstummen-Institut Camberg

Im Jahr 1937 bestanden in der Provinz Hessen-Nassau drei Bildungseinrichtungen für Gehörlose: Neben der Schule in Bad Camberg waren es die Einrichtungen in Homberg/Efze und Frankfurt am Main. Auf Betreiben des Anstaltsdezernenten für den Bezirksverband Nassau, Fritz Bernotat, wurden die drei hessischen Schulen für Gehörlose mit Ende des Schuljahres 1936/1937 in Frankfurt am Main/Bornheim zu der Landestaubstummen-Schule und -Erziehungsanstalt zusammengelegt. Ursächlich für die als Sparmaßnahme getarnte, tatsächlich aber ideologisch begründete Zusammenlegung der Schulen war die sozialdarwinistische, gegen die Interessen von Menschen mit Einschränkungen gerichtete Politik des Bezirksverbandes, wie sie im Grundsatzreferat Bernotats zur Thematik „Sparmaßnahmen in den Heil- und Pflegeanstalten“ vom 24. September 1937 zum Ausdruck kommt. Der Camberger Direktor Müller, der aktiver Unterstützer der Camberger NSDAP war, wurde vom Bezirksverband zum Leiter der Frankfurter Schule befördert. Einige der vormals in Camberg tätigen Lehrkräfte wechselten zum in Wiesbaden (Landeshaus) ansässigen Bezirksverband über. Der Lehrer E. wurde an der mit Beginn des Schuljahres 1937/1938 in dem Gebäude untergebrachten Haus- und Landarbeitsschule angestellt. In der Haus- und Landarbeitsschule Camberg waren in den Jahren 1937 bis 1945 bis zu 100 weibliche Fürsorgezöglinge untergebracht. Diese wurden dort gemäß der NS-Ideologie auf ihre Rolle als Frau und Mutter geschult. Trägerverein der Schule war der nach NS-Prinzipien ausgerichtete, in Frankfurt am Main ansässige Verein für Volkspflege e.V.
Die Frankfurter Taubstummenerziehungsanstalt wurde mit Beginn des Zweiten Weltkriegs am 1. September 1939 zunächst ersatzlos aufgelöst. Die Schüler wurden zu ihren Eltern zurückgeschickt und erhielten keine Ausbildung mehr. Das Gebäude der Frankfurter Schule wurde anschließend als Wehrmachtslazarett genutzt. Nach behelfsmäßiger Wiedereröffnung erfolgte Notunterricht in zwei Frankfurter Volksschulen. Durch Bombenangriffe gingen 1943 die Lehrmittel und die Bibliotheksbestände der Schule verloren. Die Schüler wurden nach Bad Camberg und Umgebung evakuiert, wo Unterricht in Gasthäusern organisiert wurde, nachdem die Stadt hierzu Räume angemietet hatte. Die eigentlichen Schulräume waren nach wie vor durch die Haus- und Landarbeitsschule belegt. Nach dem Einmarsch der US-Armee wurde das Gebäude vom Militär in Anspruch genommen. Die Haus- und Landarbeitsschule bestand formaliter in den Räumen der „Taubstummenanstalt“ bis zum 8. Juli 1945. Weibliche Angestellte, die in beiden Einrichtungen, zunächst der „Taubstummenanstalt“ und später der Haus- und Landarbeitsschule tätig gewesen waren, wurden zur Zeugenaussage beim Kalmenhof-Prozess geladen. Am 1. November 1946 wurde der Schulbetrieb im früheren Schulgebäude wieder aufgenommen.

### Nach dem Zweiten Weltkrieg
Die Schule nahm unter dem Namen Gehörlosenschule den Betrieb mit 33 Schülern wieder auf. Die Zerstörungen des Krieges wurden behoben. Nun wurde auch eine „Hörklasse“ für ertaubte und resthörige Schüler eingerichtet. 1953 wurde der Landeswohlfahrtsverband Hessen Schulträger. Die Schule, die seit 1952 als Landesgehörlosenschule firmierte, wurde 1954 in Landestaubstummenschule umbenannt. 1958 wurde der Name erneut in Taubstummenschule geändert.
1964 wurde in Hessen einheitlich der Name Sonderschule für Spezialschulen für Lernbehinderte eingeführt. Die Schule wurde entsprechend in Sonderschule für Taubstumme umbenannt (später wurde Taubstumme durch gehörlose ersetzt). Im gleichen Jahr pachtete der LWV Räume im benachbarten Amtsgericht (das Amtsgericht war 1968 endgültig geschlossen worden) zur Erweiterung der Schule. 1979/80 besuchten 80 Kinder die Schule und 10 Kinder den Kindergarten. 13 Lehrer betreuten 11 Klassen. In diesem Schuljahr wurde ein Klassenzug für schwerhörige Kinder eingerichtet. 1971 wurde im ehemaligen Camberger Amtsgericht das erste Internat eröffnet.
1972 wurde die Schule in Schule für Gehörlose und Hörbehinderte (Sonderschule) umbenannt. 1974 wurde sie nach dem Gründer Freiherr von Schütz-Schule Schule für Gehörlose und für Hörbehinderte getauft.
1989 konnte das ehemalige Camberger Bürgerhospital, das Gisbert-Lieber-Haus von der Schule übernommen und als Internatsgebäude genutzt werden. 1994 wurde der Schule eine Pädagogisch-audiologische Frühberatungsstelle angegliedert.

## Gebäude
Die Schule verfügt über drei Hauptgebäude, die jeweils unter Denkmalschutz stehen.

### Hauptgebäude

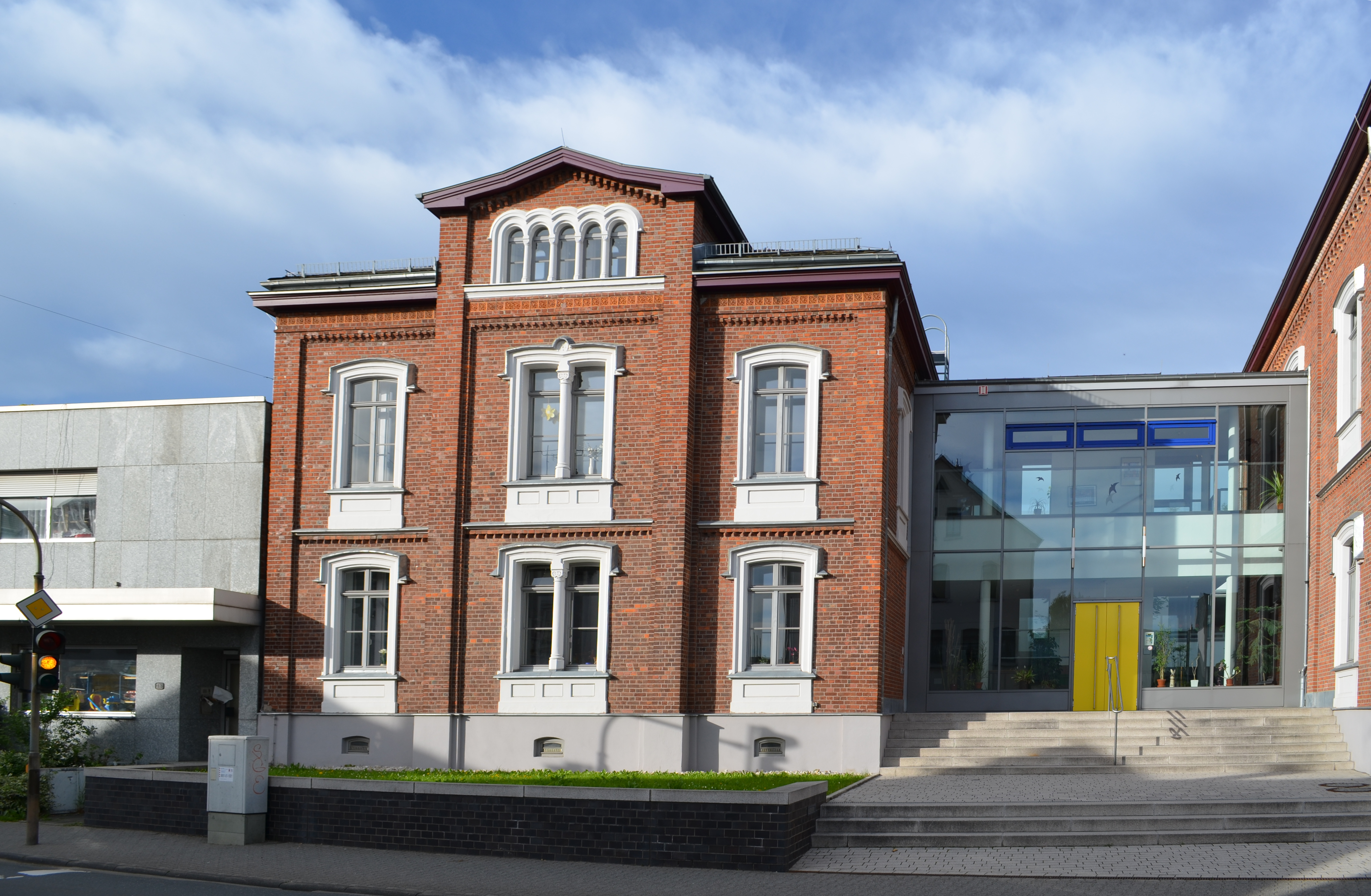
Wohn- und Verwaltungsgebäude

Die ursprüngliche Schul-Anlage auf dem Grundstück Frankfurter Landstraße 15 wurde 1874–1875 nach Entwürfen des Wiesbadener Baurats Eduard Zais errichtet und am 5. Oktober 1875 eingeweiht. Sie bestand aus dem größeren Schulgebäude, dem Wohn- und Verwaltungsgebäude sowie der im Hof liegenden Turnhalle. Zwischen Schul- und Verwaltungsgebäude wurde später ein moderner Verbindungstrakt gebaut. In der Datenbank des Landesamts für Denkmalpflege Hessen wird die Baugruppe wie folgt beschrieben: Farblich wirksame Klinkerbauten mit schmalen Treppenhaus-Risaliten, die in gestelzten Giebeln abschließen. Die Gewände und Fenstergliederungen bestehen aus hellem Sandstein. Elemente des Rundbogenstils, der Neugotik und der Frührenaissance treten gemeinsam auf. Im Vordergrund steht aber der Eindruck einer feinen und zeichnerischen Gestaltung.

### Amtsgerichtsgebäude
⊙
Das alte Amtsgericht wurde 1911–1912 nach den Plänen der preußischen Baubeamten Röttgen und Anthes erbaut. Der große Komplex auf einer rechteckigen Parzelle bestand aus Büros, Wohnräumen, Gärten und Gefängnis mit Gefängnishof. Insbesondere das Hauptgebäude mit dem übergiebelten Risalit ist im Stil des Neoklassizismus verbunden mit Elementen des Jugendstils gehalten.

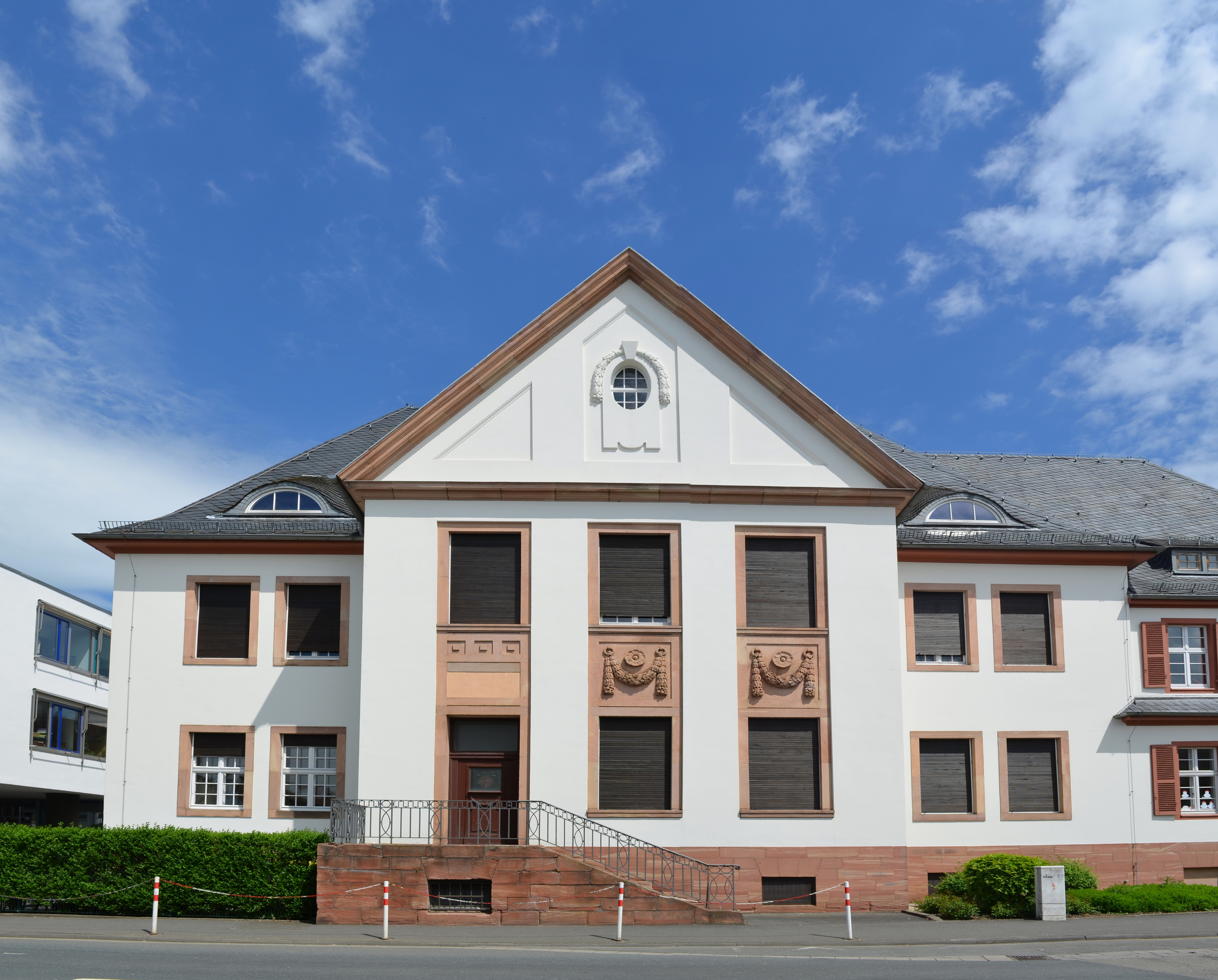
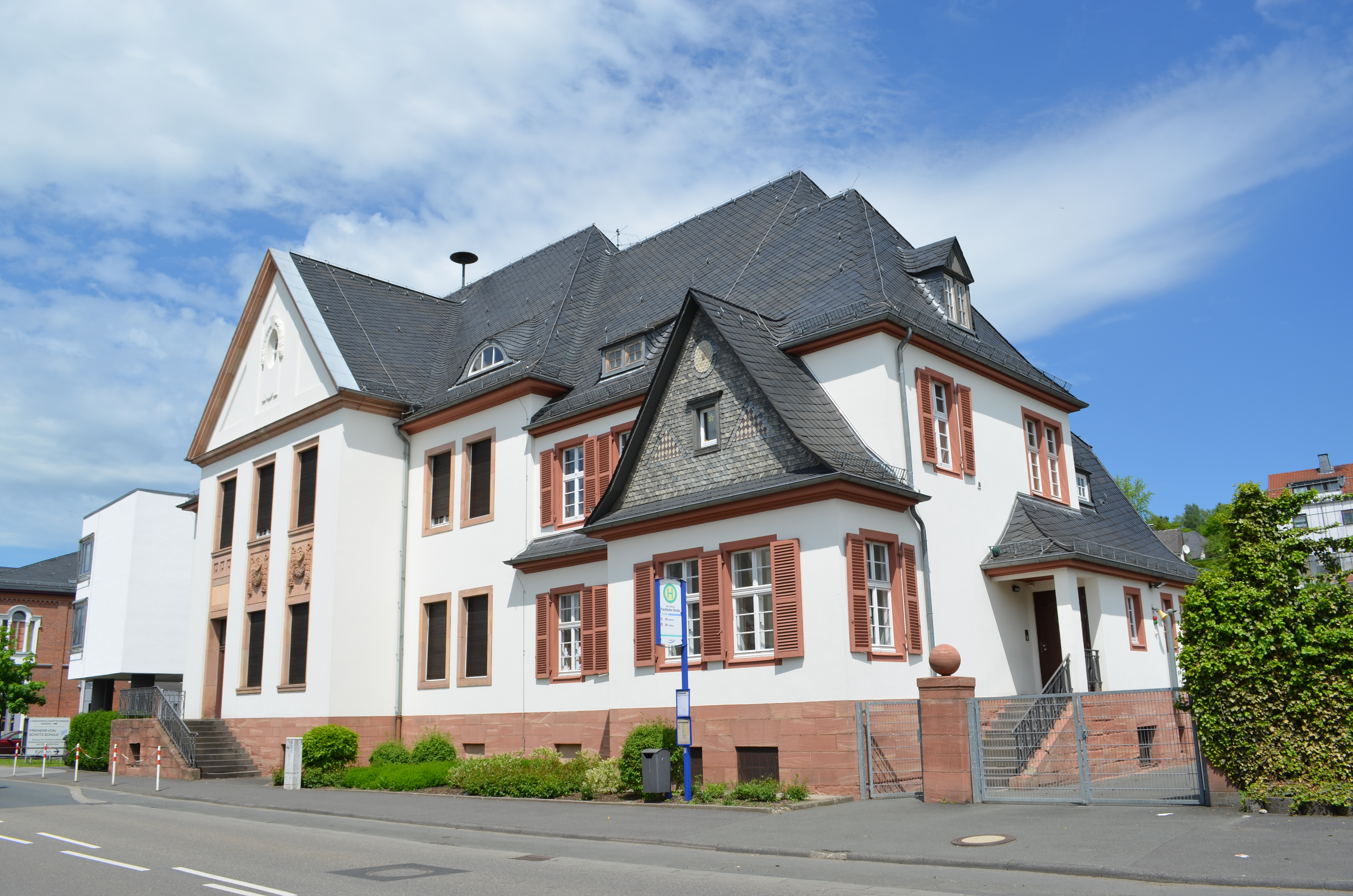

### Ehemaliges Bürgerhospital
⊙

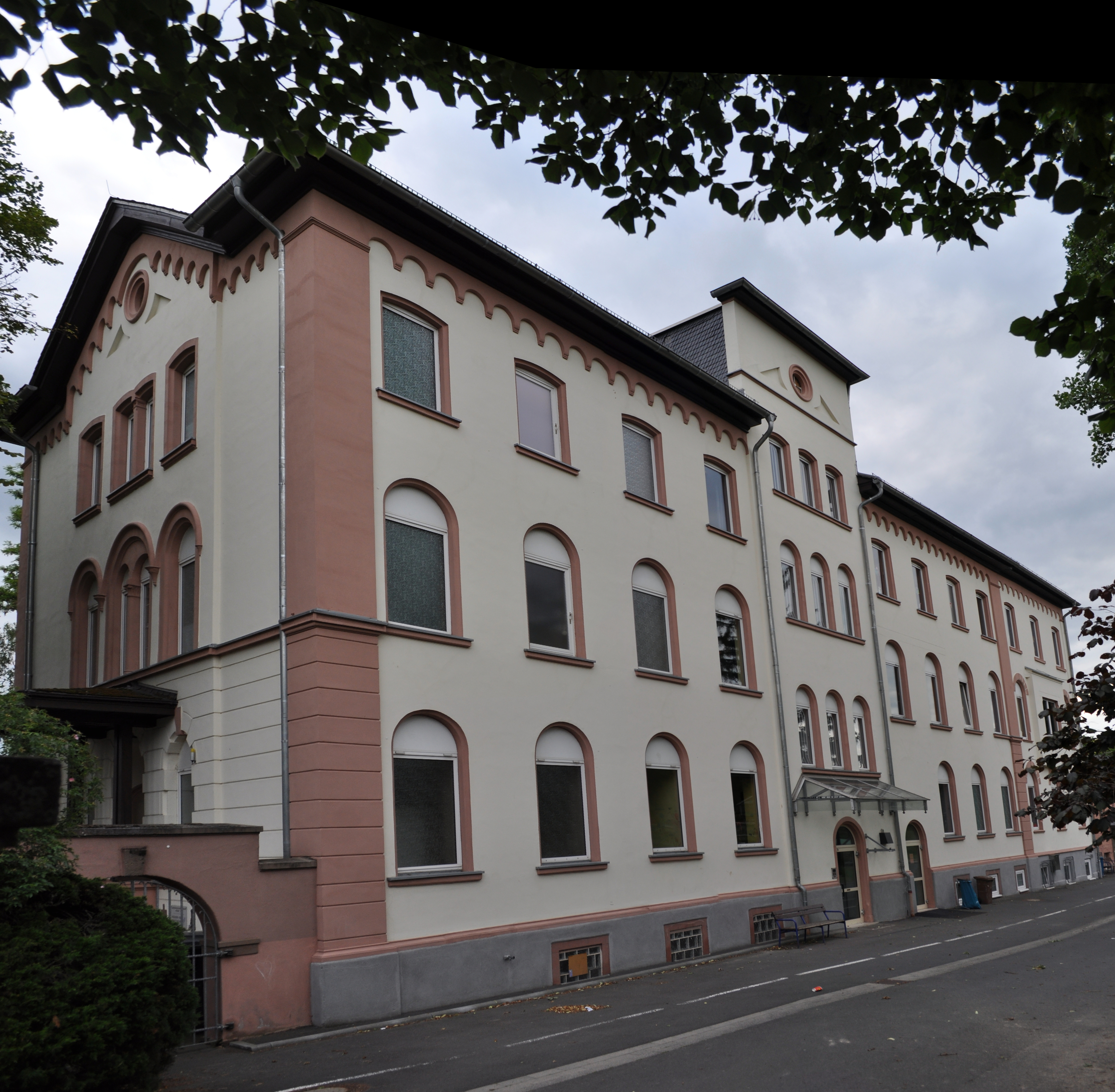
Gisbert-Lieber-Haus

Das Bürgerhospital entstand aus einer privaten Stiftung der in der Stadtgeschichte bekannten Familie Lieber und war zunächst allgemeine Kranken- und Pfründner-Anstalt. Das Hauptgebäude wurde 1858/61 nach Entwürfen des Wiesbadener Baurates Joh. Lossen erbaut. Es handelt sich um einen Zweckbau des späten Rundbogenstils mit schmalen Giebelrisaliten, Lisenen und Friesen. Nach 1892 wurde eine chirurgische Klinik eingerichtet und hierzu eine Erweiterung an der Nordseite erbaut. Ab 1920 wurde eine Isolierstation ergänzt. Aus der Bauzeit des ersten Gebäudes stammen zwei große Eingangslinden und die Umfassungsmauern.

### Denkmal für Hugo Freiherr von Schütz von Holzhausen

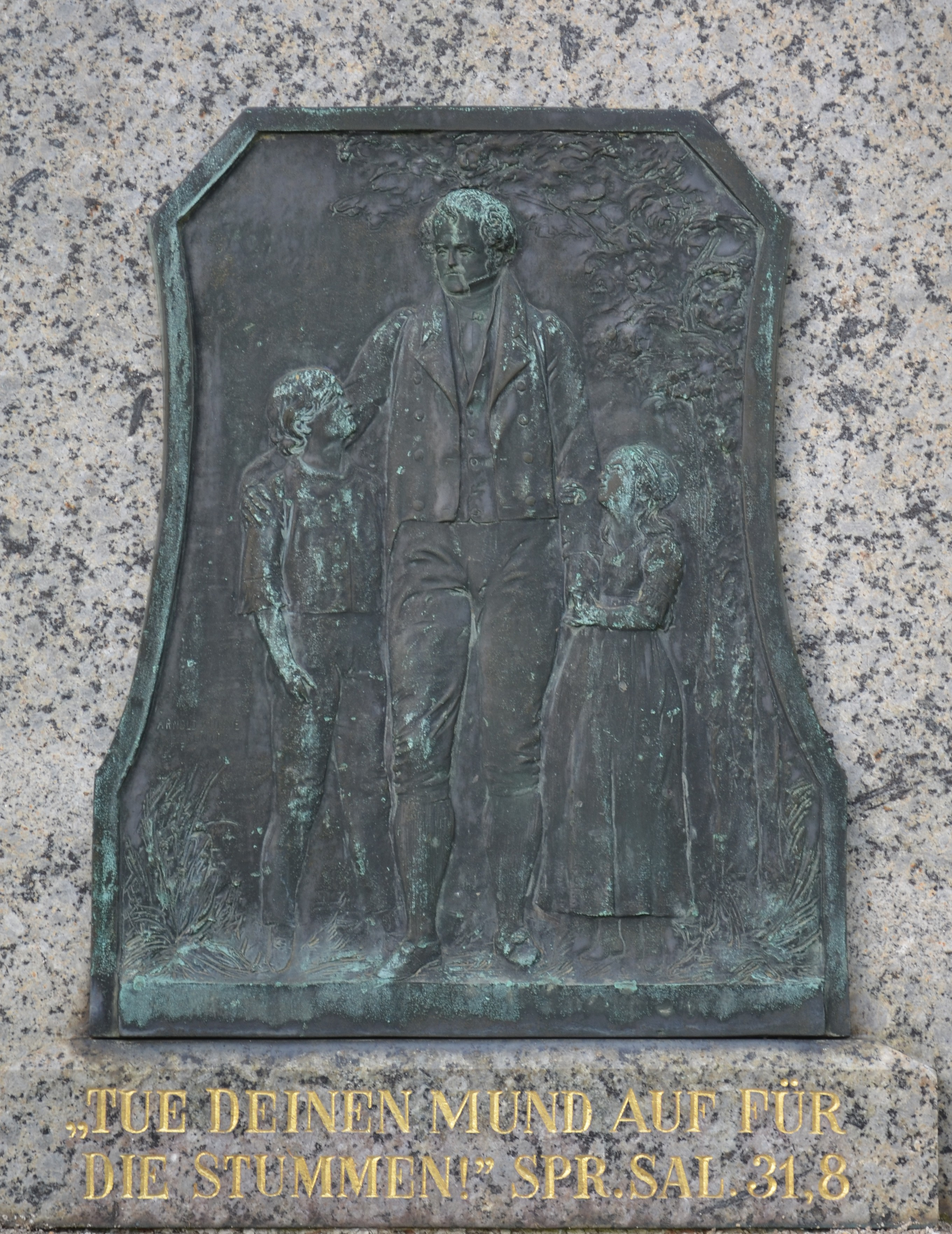
Bronzerelief am Denkmal für Hugo Freiherr von Schütz von Holzhausen

1903 wurde dem Schulgründer vor dem Hauptgebäude ein Denkmal gesetzt. Es besteht aus einem Granitsockel, an dem ein Bronze-Relief angebracht ist, und wird von einer Büste des Freiherrn bekrönt. Schöpfer war der Berliner Bildhauer Arnold Künne. Die Büste ging in den Wirren des Zweiten Weltkriegs 1943 verloren und wurde nach dem Krieg durch eine neue Büste ersetzt. Das Relief zeigt Schütz als Lehrer, zu dem ein Junge und ein Mädchen aufschauen. Die Inschrift darunter zitiert Spr. Sal. 31, Vers 8: Tue deinen Mund auf für die Stummen.

## Persönlichkeiten

### Schulleiter
- Hugo Freiherr Schütz zu Holzhausen, Direktor und Hofrat (1820–1828)
- Christian Deußer, Oberlehrer und Dirigent (1828–1864)
- Bernhard Meckel, Oberlehrer (1864–1868)
- Carl Priester, Oberlehrer und Dirigent (1868–1874)
- Peter Marx, Taubstummenlehrer (1874–1875)
- Friedrich Keßler, Oberlehrer und Dirigent (1875–1880)
- Wilhelm Wehrheim, Direktor (1880–1908)
- Adolf Loew, Direktor (1909–1924)
- Georg Störkel, Direktor (1924–1926)
- Hermann Müller, Direktor (1926–1937)
- Hans Hild, Direktor (1946–1948)
- Kurt Lietz, Direktor (1948–1964)
- August Naujok, Direktorstellvertreter (1964–1966)
- Norbert Walzik, Direktor (1966–1971)
- Paul Jacobs, Direktorstellvertreter (1971–1973)
- Wilfried Decker, Direktor (1973–1990)
- Hartmut Jacobs (1990–1996)
- Bernd Schlösser (1996–2008)
- Martin Fringes (aktuell)